# Heinrich Johann Jacob Elderhorst
Heinrich Johann Jacob Elderhorst (geboren Dezember 1749 in Celle; gestorben 13. Juli 1806 in Bissendorf) war ein deutscher Amtsvogt in Bissendorf.

## Leben
Der im Kurfürstentum Braunschweig-Lüneburg zur Zeit der Personalunion zwischen Großbritannien und Hannover 1749 in Celle geborene Elderhorst besuchte die Klosterschule Ilfeld bis Michaelis 1770 und studierte danach Rechtswissenschaften an der Universität Göttingen. Nach dem Studium wirkte er zunächst als Amtsschreiber. Elderhorst wurde 1770 Mitglied der Loge „Zum goldenen Zirkel“ in Göttingen.
Er stand in Kontakt zu dem Sturm-und-Drang-Dichter Gottfried August Bürger, stand am 15. März 1778 Pate bei der Taufe von dessen jüngerer Tochter und heiratete wenige Monate später am 28. August 1778 dessen älteste Schwägerin Anna Maria Eleonora Leonhart (geboren am 27. Juli 1755 in Aerzen bei Pyrmont; gestorben am 18. April 1825 in Celle).
Unterdessen hatte Elderhorst im Mai 1778 die Aufgaben des Amtsvogtes in Bissendorf übernommen als Nachfolger des von dort nach Uslar gegangenen Vogtes.